# Kila-Eriktjärnen
Kila-Eriktjärnen är en sjö i Strömsunds kommun i Jämtland och ingår i Indalsälvens huvudavrinningsområde.